# Ferdy Willems
Ferdy Willems (Dendermonde, 20 september 1944 - 7 juli 2018) was een Belgisch politicus voor de Volksunie, Spirit en Groen.

## Levensloop
Willems was historicus van opleiding en werkte als onderwijzer geschiedenis. 
Hij was van 1999 tot 2003 lid van de Kamer van volksvertegenwoordigers voor VU-ID in de kieskring Sint-Niklaas-Dendermonde. 
Voor de Volksunie werd hij in 1976 eveneens verkozen tot gemeenteraadslid van Dendermonde, waar hij van 1994 tot 2000 eveneens schepen was. Bij de gemeenteraadsverkiezingen van 2000 was hij lijstduwer te Dendermonde voor de lokale lijst Inzet van toenmalig burgemeester Norbert De Batselier. Hij werd verkozen. In 2000 maakte hij bekend niet langer schepen te zullen zijn te Dendermonde, wel bleef hij zetelen in de gemeenteraad.
Na het uiteenvallen van de Volksunie in 2001 stapte hij over naar Spirit. In juni 2002 maakte hij vervolgens zijn overstap naar Agalev bekend, naar aanleiding van de kartelbesprekingen met sp.a. Hij stelde daarbij het pijnlijk te vinden dat Spirit te koop staat.
In januari 2003 verliet hij ook de lokale lijst Inzet, nadat hem een schepenpost geweigerd werd door de Inzet-CD&V-meerderheid. Door het verlaten van de meerderheid door Willems werd Dendermonde de facto onbestuurbaar.
In februari 2003 kondigde hij zijn afscheid aan uit de nationale politiek, omdat Agalev hem geen verkiesbare plaats aanbood bij de verkiezingen die enkele maanden later plaatsvonden. Wel bleef hij lokaal politiek actief. Bij de lokale verkiezingen van 2006 was hij opnieuw lijstduwer te Dendermonde, maar geraakte niet meer herkozen als gemeenteraadslid.
Hij was getrouwd en had drie kinderen. 